# 4-я дивизия морской пехоты (США)
4-я дивизия морской пехоты (англ. 4th Marine Division) — резервное тактическое соединение Корпуса морской пехоты США со штабом, расположенным в Новом Орлеане, штат Луизиана (отдельные подразделения находятся по всей стране: Сан-Бруно, Форт-Дивенс, Форт-Уэрт).

## История
Дивизия сформировалась в результате организации новых и переподчинения некоторых существующих частей. 23-й полк морской пехоты появился в результате выделения из 3-й дивизии в феврале 1943. Тогда же на основе артиллерийского дивизиона 12-го полка был создан 14-й полк морской пехоты. Инженерные части и подразделения 19-го полка составили основу 20-го полка. В марте был организован 24-й полк морской пехоты и уже в мае разделён на 24-й и 25-й полки.
Дивизия была расформирована 28 ноября 1945 года. Восстановлена в феврале 1966 в качестве резервной.

## Воины дивизии, награждённые Медалью Почёта
- Ричард Битти Андерсон
- Ричард Эрл Буш
- Арчи ван Винкль
- Джозеф Виттори
- Росс Франклин Грэй
- Джозеф Рудольф Джулиан
- Дуэйн Эдгар Дьюи
- Элберт Лютер Кинсер
- Даррелл Сюмюэл Коул
- Джозеф Джеремия Маккарти
- Джеймс Ирсли Пойнтер
- Тони Стайн
- Герберт Джозеф Томас
- Клайд Томасон
- Гарольд Эдвард Уилсон
- Гершель Уильямс
- Уильям Гэри Уолш
- Пол Хеллстрём Фостер

## Организационная структура
Дивизия кадрирована. Численность зависит от текущих нужд КМП.
- Штабной батальон (Headquarters Battalion)[1]
- 23-й полк морской пехоты (23rd Marine Regiment)
- 25-й полк морской пехоты (25th Marine Regiment)
- 14-й артиллерийский полк (14th Marine Regiment)
- 4-й танковый батальон (4th Tank Battalion)
- 4-й амфибийно-штурмовой батальон (4th Assault Amphibian Battalion)
- 4-й инженерно-сапёрный батальон (4th Combat Engineer Battalion)
- 4-й механизированный разведывательный батальон (4th Light Armored Reconnaissance Battalion)
- 4-й разведывательный батальон (4th Reconnaissance Battalion)
- 3-я рота глубинной разведки (3rd Force Reconnaissance Company)
- 4-я рота глубинной разведки (4th Force Reconnaissance Company)

24-й полк МП (24th Marine Regiment) распущен 9 сентября 2013 года.

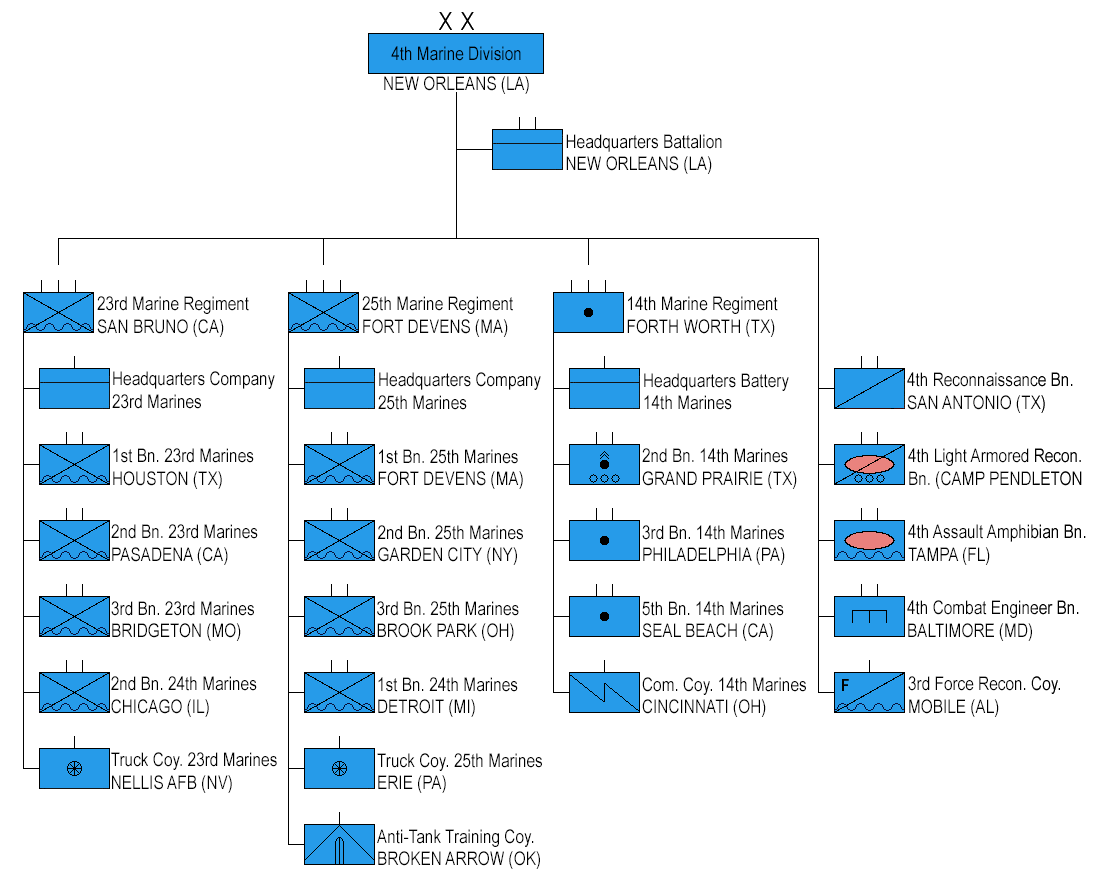
ОШС дивизии на 2022 год.